# Moidore

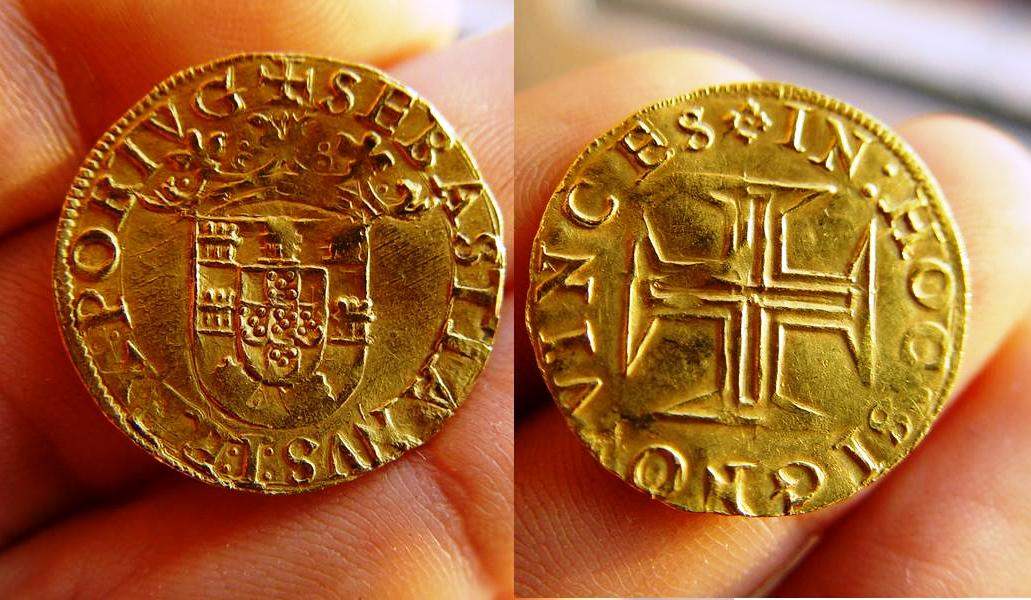
Um exemplo de uma moeda de ouro portuguesa, da época do rei Sebastião I de Portugal (1557-1578).

Moidore ou moydore é um termo arcaico da língua inglesa usado para descrever moedas de ouro de origem portuguesa. Estas moedas apresentam geralmente o valor facial de "4000 réis", o brasão português no seu anverso e a Cruz da Ordem de Cristo no seu reverso, sendo que foram cunhadas entre 1677 e 1910, principalmente em Portugal e nas colônias portuguesas, como o Brasil e Moçambique. Moedas de ouro também foram emitidas em frações ou múltiplos de moidores, variando de um décimo de um moidore a cinco moidores.
O real foi a unidade monetária de Portugal entre 1430 até 1911, quando o escudo foi introduzido após a Revolução Republicana de 1910. Como o Império Português se espalhou por um vasto número de territórios que agora fazem parte de 53 Estados soberanos diferentes, o moidore foi usado como moeda não apenas nessas regiões, mas também em outras regiões do globo, como a Europa Ocidental e as Antilhas. As moedas de vários países árabes são nomeadas rial ou riyal por conta do real português.